# Winthemia polita
Winthemia polita là một loài ruồi trong họ Tachinidae.